# Vectius niger
Genre
Espèce
Synonymes
- Plator niger Simon, 1880
- Selenops fraternus Mello-Leitão, 1915

Vectius niger, unique représentant du genre Vectius, est une espèce d'araignées aranéomorphes de la famille des Trochanteriidae.

## Distribution
Cette espèce se rencontre au Brésil, en Argentine, au Paraguay, en Bolivie et au Venezuela.

## Description
La carapace de la femelle holotype mesure 2,1 mm de long sur 3,4 mm et l'abdomen 4,5 mm de long sur 3,4 mm.
Le mâle décrit par Pompeo, Brescovit et Araujo en 2023 mesure 4,1 mm et la femelle 7,0 mm.

## Systématique et taxinomie
Cette espèce a été décrite sous le protonyme Plator niger par Simon en 1880. Elle est placée dans le genre Vectius par Simon en 1897.
Selenops fraternus a été placée en synonymie par Corronca en 1996.
Ce genre a été décrit par Simon en 1897 dans les Platoridae. Il est placé dans les Gnaphosidae par Platnick en 1990 puis dans les Trochanteriidae par Azevedo, Griswold et Santos en 2018.

## Publications originales
- Simon, 1880 : « Révision de la famille des Sparassidae (Arachnides). » Actes de la Société Linnéenne de Bordeaux, vol. 34, p. 223-351 (texte intégral).
- Simon, 1897 : Histoire naturelle des araignées. Paris, vol. 2, p. 1-192 (texte intégral).